# آن رينكينغ
آن رينكينغ (بالإنجليزية: Ann Reinking)‏ هي راقصة ومصممة رقص وممثلة أمريكية، ولدت في 10 نوفمبر 1949 بسياتل في الولايات المتحدة. من الجوائز التي نالتها جائزة المسرح العالمي سنة 1974 وجائزة لورنس أوليفيه.

## أعمال

### أفلام
- (1979) كل هذا الجاز

### مسلسلات
- العرض المتأخر مع ديفيد ليترمان

## جوائز وترشيحات
جوائز
- جائزة المسرح العالمي (1974)
- جائزة لورنس أوليفيه

ترشيحات
- جائزة توني عن فئة أفضل ممثلة في مسرحية موسيقية [الإنجليزية]‏ (1975)
- جائزة توني عن فئة أفضل إخراج لمسرحية موسيقية [الإنجليزية]‏ (1999)

## وصلات خارجية
- آن رينكينغ على موقع IMDb (الإنجليزية)
- آن رينكينغ على موقع ألو سيني (الفرنسية)
- آن رينكينغ على موقع ميوزك برينز (الإنجليزية)
- آن رينكينغ على موقع أول موفي (الإنجليزية)
- آن رينكينغ على موقع قاعدة بيانات برودواي على الإنترنت (الإنجليزية)
- آن رينكينغ على موقع قاعدة بيانات الأفلام السويدية (السويدية)
- آن رينكينغ على موقع إن إن دي بي (الإنجليزية)
- آن رينكينغ على موقع ديسكوغز (الإنجليزية)
- آن رينكينغ على موقع قاعدة بيانات الفيلم (الإنجليزية)
- آن رينكينغ على موقع كينوبويسك (الروسية)